# Iris Laufenberg

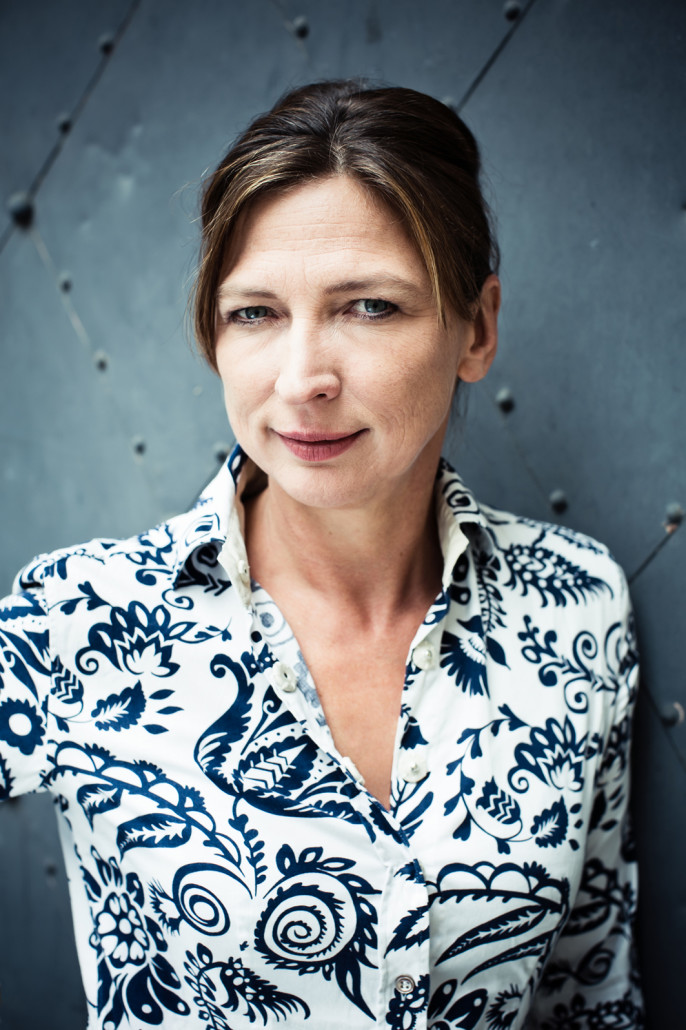
Intendantin Iris Laufenberg (Schauspielhaus Graz, 2014)

Iris Laufenberg (* 1966 in Köln) ist eine deutsche Dramaturgin und Theaterintendantin. In der Spielzeit 2015/2016 übernahm sie die geschäftsführende Intendanz des Schauspielhauses Graz. Seit der Spielzeit 2023/24 ist sie die Intendantin des Deutschen Theaters Berlin.

## Leben
Laufenberg studierte „Drama, Theater und Medien“ an der Justus-Liebig-Universität Gießen. Am Schauspiel Bonn arbeitete sie von 1991 bis 1997 als Mitglied der künstlerischen Leitung und Schauspieldramaturgie. 1997 wechselte Iris Laufenberg als Mitglied der künstlerischen Leitung und Schauspieldramaturgin ans Bremer Theater. Im Jahr 1996 wirkte sie als Kuratorin und Organisationsleiterin des europäischen Festivals Bonner Biennale, für das sie 2001 bis 2002 die künstlerische Leitung übernahm.

### Berliner Theatertreffen
Von 2003 bis 2011 hatte Iris Laufenberg die Leitung des Festivals Theatertreffen der Berliner Festspiele inne.

### Konzert Theater Bern
Von 2012 bis 2015 war sie als Schauspieldirektorin am Konzert Theater Bern tätig und verantwortlich für die inhaltliche Ausrichtung des Schauspiels am Vier-Sparten-Haus Stadttheater Bern. Neben der Vermittlung des klassischen Repertoires setzte sie hier Schwerpunkte auf neue europäische Dramatik und erhielt in diesem Zusammenhang Einladungen zu den Mülheimer Theatertagen (2013 und 2014), dem Heidelberger Stückemarkt und den Berliner Autorentheatertagen (beide 2013).

### Schauspielhaus Graz
Iris Laufenberg führte das Schauspielhaus Graz in die ETC (European Theatre Convention). Auch am Schauspielhaus Graz legte sie neben der Interpretation von Klassikern den Fokus auf zeitgenössische Dramatik, so wurde unter anderem die Inszenierung Lupus in Fabula 2016 zu den Autorentheatertagen Berlin und im Zuge des „NachSpielPreis“ zum Heidelberger Stückemarkt 2016 eingeladen. Die Eröffnungsinszenierung Merlin oder Das wüste Land von Tankred Dorst gastierte bei den Internationalen Maifestspielen am Hessischen Staatstheater Wiesbaden. Die Produktion Trümmerfrauen, Bombenstimmung wurde 2017 nach Bozen und Meran eingeladen. Das dortige Publikum zeichnete diese Produktion mit dem Finstral-Publikumspreis als „beste Aufführung aller gezeigten Gastspiele in der Spielzeit 2016/17“ aus.
Zu Laufenbergs künstlerischem Team gehören neben ihrer leitenden Dramaturgin Karla Mäder und dem künstlerischen Betriebsdirektor Georg Kandolf namhafte Regisseure wie Mina Salehpour, Anita Vulesica, Alexander Eisenach, Suna Gürler, Nikolaus Habjan, Bernd Mottl, Christina Tscharyiski, Michael Schilhan, Lily Sykes, Neville Tranter, Claudia Bauer, Volker Hesse, Helmut Köpping, Bernadette Sonnenbichler, Markus Bothe, Sandy Lopicic, Jan-Christoph Gockel und Stephan Rottkamp. Prominente Schauspieler wie Barbara Petritsch, Margarethe Tiesel, Babett Arens, Johannes Silberschneider und Nikolaus Habjan arbeiten immer wieder am Schauspielhaus Graz.
Bereits die erste Spielzeit von Iris Laufenberg brachte zwei Nominierungen für das Schauspielhaus Graz beim österreichischen Nestroy-Theaterpreis. Für die Darstellung des Caliban in William Shakespeares Der Sturm erhielt Julia Gräfner 2016 den Preis in der Kategorie Bester Nachwuchs. Weiters war die Inszenierung Kasimir und Karoline (Regie: Dominic Friedel) in der Kategorie Beste Bundesländer-Aufführung nominiert. „Der Auftrag: Dantons Tod“ nach Heiner Müller und Georg Büchner in der Regie von Jan-Christoph Gockel gewann den Nestroypreis 2017 in der Kategorie „Beste Bundesländer-Aufführung“.
Während ihrer dritten Spielzeit in Graz wurde Laufenbergs Vertrag als geschäftsführende Intendantin vorzeitig um drei weitere Jahre bis 2023 verlängert.
Am 24. November 2019 wurde das Film- und Theaterprojekt Die Revolution frisst ihre Kinder! von Jan-Christoph Gockel und Ensemble im Theater an der Wien mit dem Nestroypreis 2019 in der Kategorie Beste Bundesländer-Aufführung ausgezeichnet. Der vom Schauspielhaus Graz produzierte Spielfilm Die Revolution frisst ihre Kinder! von Jan-Christoph Gockel war für den Wettbewerb um den Großen Diagonale-Preis in der Kategorie Spielfilm bei der Diagonale’20 – Festival des österreichischen Films nominiert. Die Premiere des Films erfolgte am 25. Oktober 2020 bei der Viennale.

### Deutsches Theater Berlin
Für die Spielzeit 2023/2024 wurde sie als Nachfolgerin des Intendanten Ulrich Khuon am Deutschen Theater Berlin designiert, als erste Frau in dieser Position.

## Auszeichnungen
- Österreichisches Ehrenkreuz für Wissenschaft und Kunst I. Klasse (2023)[10]